# 私の絵
『私の絵』（わたしのえ）は、1990年4月7日から1992年3月28日までTBSで放送されていたテレビ番組である。番組の実制作はえすとが担当していた。放送時間は毎週土曜 7:00 - 7:15 （日本標準時）。
当初はサザレグループの単独提供だったが、後に複数社提供へ移行した。